# Samsung Galaxy Tab 2 10.1
El Samsung Galaxy Tab 2 10.1 es una tableta de 10.1 pulgadas basada en Android producida y comercializada por Samsung Electronics. Pertenece a la segunda generación de la serie Samsung Galaxy Tab, que también incluye un modelo de 7 pulgadas, el Samsung Galaxy Tab 2 7.0. Se anunció el 25 de febrero de 2012 y se lanzó en los Estados Unidos el 13 de mayo de 2012. Es el sucesor del Samsung Galaxy Tab 10.1.

## Historia
El Galaxy Tab 2 10.1 se anunció el 25 de febrero de 2012. Se mostró junto con el Galaxy Tab 2 7.0 en la Mobile World Conference de 2012. Aunque los dos dispositivos estaban originalmente programados para lanzarse en marzo, no lo hicieron, y Samsung explicó que el retraso se debió a problemas no especificados con Ice Cream Sandwich Samsung luego confirmó que el Galaxy Tab 2 10.1 se lanzaría en EE. UU. el 13 de mayo, con un precio de 399,99 dólares para el modelo de 16 GB.

## Software
El Galaxy Tab 2 10.1 se lanzó originalmente con Android 4.0 Ice Cream Sandwich, incluidas aplicaciones de Google y Samsung y el lanzador de aplicaciones Samsung TouchWiz UX. Desde septiembre de 2013, Samsung lanzó una actualización a Android 4.1.2 Jelly Bean, tanto como una actualización inalámbrica como a través de Samsung Kies.

## Hardware
El Galaxy Tab 2 10.1 está disponible en variantes solo WiFi y 3G y WiFi. El almacenamiento varía de 16 GB a 32 GB según el modelo, con una ranura para tarjetas microSDXC para expansión. Tiene una pantalla LCD PLS de 10.1 pulgadas con una resolución de 1280x800 píxeles. También cuenta con una cámara frontal VGA sin flash y una cámara trasera de 3,2 MP. También tiene la capacidad de grabar videos HD.
Tiene un conector de base de 30 pines.